# جايسون ريان
جايسون ريان (بالإنجليزية: Jason Ryan)‏ هو لاعب كرة قاعدة أمريكي، ولد في 21 يناير 1976 في لونغ برانش في الولايات المتحدة.

## وصلات خارجية
- جايسون ريان على موقعبيزبول رفرنس.كوم (الدوري الرئيسي) (الإنجليزية)
- جايسون ريان على موقعبيزبول رفرنس.كوم (الدوري الثانوي) (الإنجليزية)
- جايسون ريان على موقع مشجعي الرسوم البيانية (الإنجليزية)